# Choi Gwang-hyeon
Choi Gwang-hyeon (16 de abril de 1986 - Gangwon) é um judoca sul-coreano que participou das Olimpíadas de 2012 na categoria até 60 kg. Perdeu nas quartas de final para o campeão Arsen Galstyan, não alcançando nenhuma medalha nesta competição.